# Thomas Schaaf
Thomas Schaaf (Mannheim, Alemania, 30 de abril de 1961) es un exfutbolista y entrenador de fútbol alemán. Ha estado vinculado durante muchos años al club alemán Werder Bremen, al que entrenó durante 14 temporadas.

## Carrera

### Jugador
Schaaf fue jugador del Werder Bremen desde el 1 de julio de 1972 hasta 1979 como jugador juvenil, y desde entonces hasta 1995 como profesional. Disputó 262 partidos de la Bundesliga y 19 partidos de la 2. Bundesliga, ganó dos ligas alemanas (1988 y 1993), dos veces la DFB-Pokal (1991 y 1994) así como la Recopa de Europa en 1992.
Los partidos disputados por Schaaf con internacionalmente se reducen a dos con la selección alemana sub-21 como defensa, es un hombre de un solo club porque su carrera fue en el Werder Bremen. 

### Entrenador
Werder Bremen
Desde 1987 hasta 1995, Thomas Schaaf fue entrenador juvenil del Werder Bremen, mientras que posteriormente se convirtió en técnico del equipo amateur. 
El 10 de mayo de 1999, fue nombrado entrenador del primer equipo. Logró la permanencia en la Bundesliga, y un mes después, ganó la DFB-Pokal frente al Bayern de Múnich.
La época dorada del equipo fue el doblete de la temporada 2003/04, ganado la Liga y la Copa alemana, siendo la temporada más gloriosa de la historia del Werder Bremen. Ese logro le valió el premio de mejor entrenador alemán del 2004. 
Desde entonces, Schaaf logró que el Werder Bremen fuera un habitual en la Champions (lo clasificó para esta competición hasta en seis ocasiones, cinco de ellas consecutivas). En las temporadas 2004/05, 2006/07 y 2009/10 consiguió el tercer puesto en la Bundesliga, y en los cursos 2005/06 y 2007/08 fue subcampeón. En 2006, el equipo ganó la DFB-Ligapokal. También llegó a una final de la Copa de la UEFA en 2009, que perdió en la prórroga contra el Shakhtar Donetsk.
Las cosas cambiaron a partir de 2010, cuando el Werder Bremen comenzó a perder protagonismo en el campeonato germano. Finalmente, tras una difícil temporada 2012-13, en la que se logró la permanencia en la penúltima jornada, el Werder Bremen anunció que prescindía de los servicios de Schaaf.
Eintracht Fráncfort
El 21 de mayo de 2014, volvió a los banquillos al firmar como nuevo técnico del Eintracht Fráncfort. El conjunto alemán terminó la primera vuelta de la Bundesliga en 9.ª posición y concluyó el campeonato en idéntica situación. El 26 de mayo de 2015, decidió dimitir como entrenador del Eintracht Fráncfort.
Hannover 96
El 28 de diciembre de 2015, tomó el testigo de Michael Frontzeck al frente del Hannover 96. Fue despedido el 3 de abril de 2016, tras conseguir una sola victoria y 10 derrotas en 11 partidos, unos resultados que dejaron al equipo alemán en la última posición de la Bundesliga.
Regreso al Werder Bremen
El 16 de mayo de 2021, regresó al Werder Bremen para dirigir al equipo alemán en la última jornada de la Bundesliga. Sin embargo, perdió dicho encuentro, lo que le condenó al descenso. El 21 de junio de 2021, se anunció su marcha del club.

## Clubes

### Como jugador
| Club             | País     | Año       | Partidos | Goles |
| ---------------- | -------- | --------- | -------- | ----- |
| Werder Bremen II | Alemania | 1978-1980 | 59       | 0     |
| Werder Bremen    | Alemania | 1978-1995 | 281      | 14    |

### Como entrenador
| Club                      | País     | Año       | P   | PG  | PE  | PP  | % v.  |
| ------------------------- | -------- | --------- | --- | --- | --- | --- | ----- |
| Werder Bremen (cantera)   | Alemania | 1987-1995 |     |     |     |     |       |
| Werder Bremen (asistente) | Alemania | 1993-1995 |     |     |     |     |       |
| Werder Bremen II          | Alemania | 1995-1999 | 137 | 64  | 30  | 43  | 46.72 |
| Werder Bremen             | Alemania | 1999-2013 | 645 | 308 | 138 | 199 | 47.75 |
| Eintracht Fráncfort       | Alemania | 2014-2015 | 36  | 12  | 10  | 14  | 33.33 |
| Hannover 96               | Alemania | 2016      | 11  | 1   | 0   | 10  | 9.09  |
| Werder Bremen             | Alemania | 2021      | 1   | 0   | 0   | 1   | 0     |

## Palmarés

### Como jugador
- 2 Bundesliga: 1987-88 y 1992-93.
- 2 Copa de Alemania: 1990-91 y 1993-94.
- 1 Recopa de Europa: 1992

### Como entrenador
- 1 Bundesliga: 2003-2004.
- 3 Copa de Alemania: 1999, 2004 y 2009.
- 1 Copa de la Liga de Alemania: 2006.
- 1 Supercopa de Alemania: 2009.